# A možet eto son?...
A možet eto son?... (ruski: А может это сон?…) drugi je album ruske grupe Uma2rmaH, objavljen 19. studenog 2005. Izdan je u dvije verzije: Limited Edition (kolekcionarska, sadrži i DVD s video- i fotomaterijalom) i Unlimited Edition (normalna).

## Popis pjesama
1. "Pismo Ume" ("Письмо Уме")                   - 3:12
2. "On pridet" ("Он придет")                    - 4:04
3. "Vse budet horošo" ("Все будет хорошо")      - 4:58
4. "Skaži" ("Скажи")                            - 4:13
5. "Ej, tolstyj" ("Эй, толстый")                - 2:47
6. "Kitaec Čon Suj" ("Китаец Чонь Суй")         - 2:45
7. "Začem" ("Зачем")                            - 5:01
8. "Vse kak obyčno" ("Все, как обычно")         - 4:09
9. "Tennis" ("Теннис")                          - 3:41
10. "Kolybelnaja" ("Колыбельная")                - 2:59
11. "A možet eto son" ("А может это сон")        - 5:34
12. "Ty daleko" ("Ты далеко")                    - 4:15
13. "Kto-to v gorode" ("Кто-то в городе")        - 4:04
14. "Ptica sčastja" ("Птица счастья")            - 4:08
15. "V golove mojej G" ("В голове моей Г")       - 3:34
16. "Reka" ("Река")                              - 4:26
17. "Kino" ("Кино")                              - 3:28
18. "Kino" ("LaTrack miks")                      - 3:00